# Wielokąt monotoniczny

Dwa górne wielokąty są monotoniczne. Zielone proste mają jedno przecięcie z wielokątem, niebieskie – dwa, czerwone – trzy i więcej

Wielokąt monotoniczny – wielokąt, dla którego można wskazać prostą {\displaystyle L} (tzw. kierunek monotoniczności), taką że każda prosta prostopadła do niej przecina wielokąt w najwyżej dwóch punktach (silna monotoniczność), można również rozszerzyć tę definicję na wielokąty posiadające krawędzie prostopadłe do {\displaystyle L} (słaba monotoniczność).
Wielokąty wypukłe są monotoniczne w każdym kierunku, natomiast dla wielokąta monotonicznego możliwe jest znalezienie wszystkich jego kierunków monotoniczności w czasie liniowym ze względu na liczbę wierzchołków {\displaystyle (O(n)).}
Wielokąty tego typu mają duże znaczenie w geometrii obliczeniowej, ponieważ:
1. W czasie liniowym można dokonać ich triangulacji.
2. W czasie liniowym można znaleźć łańcuchy krawędzi górny i dolny ze względu na {\displaystyle L;} następnie w czasie logarytmicznym {\displaystyle (O(\log n))} stwierdzić, czy punkt należy do wielokąta.

Ponadto istnieje algorytm, który pozwala w czasie liniowym rozłożyć dowolny wielokąt na sumę wielokątów monotonicznych.